# Culicoides faghihi
Culicoides faghihi är en tvåvingeart som beskrevs av Naval 1971. Culicoides faghihi ingår i släktet Culicoides och familjen svidknott. Inga underarter finns listade i Catalogue of Life.